# Brochocinek (województwo mazowieckie)
Brochocinek – wieś sołecka w Polsce położona w województwie mazowieckim, w powiecie płockim, w gminie Radzanowo.
| SIMC    | Nazwa   | Rodzaj    |
| ------- | ------- | --------- |
| 0573486 | Otolino | część wsi |

W latach 1975–1998 miejscowość administracyjnie należała do województwa płockiego.